# Список самых высоких зданий Иль-де-Франса
Ниже представлен список самых высоких зданий французского региона Иль-де-Франс, также называемого Парижский регион. В список включены здания высотой более 150 метров — на 2020 год таковых насчитывается 21.

Самое высокое здание региона — Tour First, имеющее высоту 231 метр, что делает его 26-м по высоте в Европе (включая Россию) и 8-м по высоте в ЕС.

13 из 18 перечисленных ниже зданий расположены в квартале Дефанс.

Следует помнить, что понятия «здание» и «сооружение» не тождественны, поэтому в данном списке отсутствуют, к примеру, Эйфелева башня (324 метра), Передатчик Сан-Асис (250 метров), дымовая труба ТЭЦ Поршвиля (220 метров), Передатчик Модетуа-эн-Векси (200 метров) и др.

В столбце «Высота» указана архитектурная высота, то есть, без учёта антенн, флагштоков и других легко демонтируемых конструкций, но с учётом шпиля, если таковой имеется.

Строительство по десятилетиям:
- 1970-е годы — построено 5 небоскрёбов высотой выше 150 м.
- 1980-е — 1
- 1990-е — 4
- 2000-е — 4
- 2010-е — 7

## Построенные здания
Сортировка — по убыванию высоты. Знак равенства = после порядкового номера означает, что несколько зданий имеют одинаковую высоту с точностью до 0,1 м. Французское слово Tour переводится как «башня».
| № п/п | Название               | Фото     | Высота, м | Надземных этажей | Год окончания постройки | Комментарии, ссылки |
| ----- | ---------------------- | -------- | --------- | ---------------- | ----------------------- | --- |
| 1     | Tour First             |          | 231       | 52               | 1974                    | Самое высокое здание не только региона, но и всей Франции; 26-е по высоте здание в Европе и 8-е по высоте в ЕС. В 2007—2011 гг. небоскрёб подвергся капитальной перестройке, в результате чего его высота была увеличена с 159 до 231 м, а этажность — с 39 до 52 этажей. |
| 2     | Tour Hekla             |          | 220       | 48               | 2022                    | Его спроектировал французский архитектор Жан Нувель. Разрешение на строительство здание получило в июне 2016 года. |
| 2     | Башня Монпарнас        |          | 210       | 60               | 1973                    | Самое высокое здание Франции с 1973 по 2011 год. |
| 3     | Tour Majunga           |          | 193       | 42               | 2014                    | Небоскрёб было официально открыто в 1973 году. |
| 4     | Tour Total             |          | 190       | 48               | 1985                    | Совсем рядом находится другой небоскрёб с таким же названием, однако его высота составляет 127 метров, поэтому в данный список он не включён. |
| 5     | Tour T1                |          | 185       | 36               | 2008                    | С 2010 года небоскрёб полностью арендован компанией Engie. |
| 6     | Tour Granite           |          | 183       | 35               | 2008                    | Входит в состав комплекса «Башни Société Générale». |
| 7     | Tour Duo 1             | ToursDuo | 180       | 39               | 2021                    | Комплекс «Башни Дуэт» будет состоять из двух небоскрёбов. Второй, высотой 122 метра, будет иметь 27 этажей. |
| 8     | Tour CB21              |          | 179       | 49               | 1974                    | [ 4 ] |
| 9     | Tour Areva             |          | 178       | 45               | 1974                    | Офисный небоскрёб, спроектированный всемирной архитектурной компанией SOM и расположенный в Ла-Дефанс. |
| 10    | Tour Saint-Gobain      |          | 178       | 44               | 2019                    | (ранее известный как Tour M2) Офисный небоскрёб, спроектированный Valode & Pistre в Курбевуа, в Ла-Дефанс |
| 11    | Tour D2                |          | 171       | 37               | 2014                    | |
| 12    | Tour Chassagne         |          | 167       | 37               | 1995                    | Это два офисных небоскреба, расположенные в высотном деловом районе Ла-Дефанс и в Нантерре, Франция, к западу от Парижа. Входит в состав комплекса «Башни Société Générale»                                                                                               |
| 13    | Tour Carpe Diem        |          | 162       | 38               | 2013                    | Небоскреб высотой 162 метра (531 фут) в деловом районе Ла-Дефанс, недалеко от Парижа во Франции. |
| 14    | Cœur Défense           |          | 161       | 45               | 2001                    | Офисный небоскрёб в Ла-Дефанс, высотном деловом районе к западу от Парижа, Франция. |
| 15    | Здание парижского суда |          | 160       | 40               | 2017                    | |
| 16    | Tour Alto              |          | 159,9     | 38               | 2020                    | Это офисный небоскреб в Курбевуа, в Ла-Дефанс, деловом районе столичного региона Парижа. |
| 17=   | Tour Adria             |          | 155       | 40               | 2002                    | Внешне небоскрёб практически идентичен зданию Tour Égée (см. ниже). |
| 17=   | Tour EDF               |          | 155       | 41               | 2001                    | Высота в 155 метров приведена в соответствии с информацией сайта structurae.net. Ресурсы emporis.com и skyscrapercenter.com приводят высоту в 148 метров, а skyscraperpage.com — 164,9 м.                                                                                 |
| 17=   | Tour Égée              |          | 155       | 40               | 1999                    | Внешне небоскрёб практически идентичен зданию Tour Adria (см. выше). |
| 20    | Tour Ariane            |          | 152       | 36               | 1975                    | |
| 21    | Tour Trinity           |          | 150,9     | 33               | 2020                    | |

## Проектируемые здания
| № п/п | Название                    | Высота, м | Надземных этажей | Год окончания постройки | Комментарии, ссылки |
| ----- | --------------------------- | --------- | ---------------- | ----------------------- | --- |
| 1=    | Hermitage Plaza             | 323       | 86               | 2024                    | Комплекс Hermitage Plaza будет состоять из двух небоскрёбов, «Северного» и «Южного», одинаковой высоты, но разной этажности.                                                                        |
| 2     | Tour Hermitage Nord         | 320       | 85               | 2024                    | Комплекс Hermitage Plaza будет состоять из двух небоскрёбов, «Северного» и «Южного», одинаковой высоты, но разной этажности.                                                                        |
| 3     | The Link                    | 242       | 51               | 2025                    | Это 51-этажный небоскрёб высотой 242 метра (791 фут), который в настоящее время строится в Пюто, в районе Ла-Дефанс в Париже, Франция. Его спроектировал французский архитектор Филипп Чиамбаретта. |
| 5     | Tour Sister                 | 229       | 55               | 2025                    | Комплекс «Tour Sister» будет состоять из двух небоскрёбов, офисная башня и отеля высотой 131 метр (430 футов), соединенных переходом.                                                               |
| 6     | Tour des Jardins de l'Arche | 206       | 58               | 2024                    | Гостиница InterContinental Hotels Group на 730 номеров. |
| 8     | Tour Triangle               | ~180      | 42               | 2026                    | Небоскреб, который будет построен на выставочной площадке Parc des Expositions de la Porte de Versailles в Париже, Франция. Разработано швейцарским агентством Herzog & de Meuron.                  |

## Отменённые здания
| № п/п | Название       | Высота, м | Надземных этажей | Год отмены постройки | Комментарии, ссылки |
| ----- | -------------- | --------- | ---------------- | -------------------- | --- |
| 1     | Tour sans fins | 425       | 100              | 2000                 | Гостиница. Был бы самый высокий в мире бетонный небоскрёб. Строительство отменено по финансовым соображениям.                     |
| 2     | Tour Signal    | 301       | 71               | 2010                 | |
| 3     | Tour Phare     | 296       | 68               | 2015                 | Проект отменён в пользу строительства комплекса Башни Сёстры (см. выше).                                                          |
| 4     | Tour Generali  | 265       | 46               | 2011                 | В 2014 году проект был реанимирован под названием Tour Saint-Gobain (см. выше) и с более скромными параметрами (178 м, 44 этажа). |
| 5     | Tour Apogée    | 180—230   | до 60            | 1975                 | |
| 6     | Башни Левалуа  | 164       | 34 и 35          | 2011                 | Два небоскрёба-близнеца. Проект отменён в связи с протестами местных жителей.                                                     |

См. также Tour Tourisme TV, Tour Lumière Cybernétique